# René xứ Chalon
René xứ Chalon (05 tháng 02 năm 1519 - 15 tháng 07 năm 1544), còn được gọi là Renatus xứ Chalon, ông là Thân vương xứ Orange và stadtholder của các xứ Holland, Zeeland, Utrecht và Gelre.
Mẹ của René là em gái của Thân vương Philibert, người cai trị Thân vương quốc Orange thuộc Nhà Chalon-Arlay. Vị thân vương này không có người thừa kế nên ngôi vị đã được để tại cho René, vì thế ông là người đầu tiên của Nhà Nassau nắm giữ tước vị này, ông cũng là người đặt nền móng khai sinh ra Vương tộc Oranje-Nassau.